# Huize Op de Bies
Huize Op de Bies was een kloostercomplex in de buurtschap Op de Bies in de Nederlands-Limburgse plaats Schimmert (gemeente Beekdaelen). Het was een kleinseminarie van de paters van de congregatie van de Montfortanen. Later werd "Huize op de Bies" een tehuis voor gehandicapten en nog later, tot een brand in 2002 het complex verwoestte, een opvangcentrum voor asielzoekers (azc).

## Geschiedenis
De Montfortanen vestigden zich in 1881 in een boerderij in Schimmert, nadat ze als gevolg van de secularisering uit Frankrijk werden verdreven. Ze stichtten er een kleinseminarie en een apostolische school, Ste. Marie, waar jonge mannen werden voorbereid op hun opleiding tot het priesterschap. Het groeiende aantal bewoners en leerlingen in de daaropvolgende jaren maakte een nieuwe huisvesting noodzakelijk en in 1884 startte de bouw van een nieuw complex in de buurtschap Op de Bies. In 1950 werd het complex verbouwd tot seminarie. Na het vertrek van de paters in 1973 werd het gebouw een tehuis voor mensen met een handicap en op het laatst werd het gebruikt als asielzoekerscentrum. Na een brand op 12 januari 2002, die de eerste en de tweede verdieping onbewoonbaar maakte, is het complex in 2003 definitief gesloopt. De begraafplaats die eertijds tegenover het complex was gelegen, het Paterskerkhof, is blijven bestaan.